# Erwin Zeitler
Erwin Zeitler (* 7. Januar 1925 in Nürnberg; † 22. September 2008 in Wilhelmsthal) war ein deutscher Politiker der Bayernpartei und der CSU.

## Herkunft
Zeitler arbeitete, wie sein Vater, ursprünglich als Förster. Aufgrund der Tätigkeit seines Vaters zog er nach Wilhelmsthal.

## Politik
Bei der Landtagswahl 1950 kandidierte er, zunächst erfolglos, für die Bayernpartei, der er 1948 beigetreten war. Am 22. Oktober 1954 rückte er für den kurz zuvor verstorbenen Josef Roßmann in den Landtag nach und nahm bis zum Ende der Wahlperiode im Dezember 1954 an einigen wenigen Sitzungen teil. Kurz vor dem Nachrücken schloss er sich der CSU an.
Zeitler war lange Jahre kommunalpolitisch aktiv. So gehörte er von 1952 bis 1956 und noch einmal von 1966 bis 1996 dem Kreistag an, innerhalb der CSU war er Vorsitzender des Ortsverbandes und von 1972 bis 1974 auch Vorsitzender des Kreisverbandes Kronach.

## Öffentliche Ämter
1952 wurde Zeitler erstmals zum Bürgermeister der Gemeinde Wilhelmsthal gewählt, es führte dieses Amt bis 1955 aus. 1972 wurde er erneut zum Ersten Bürgermeister gewählt. 1978 wurde die neue Gemeinde Wilhelmsthal gebildet, Zeitler wurde zu deren Bürgermeister gewählt und blieb bis 1996 in diesem Amt. Daneben war er von 1984 bis 1990 stellvertretender Landrat des Landkreises Kronach.

## Ehrungen
- Bundesverdienstkreuz am Bande
- Kommunale Verdienstmedaille in Bronze und Silber
- Ehrenmedaille des Bezirks Oberfranken
- Große Verdienstmedaille des Landkreises Kronach
- Altbürgermeister und Ehrenbürger der Gemeinde Wilhelmsthal